# Franco Bonato (tiratore)
Franco Bonato Gardin (Bassano del Grappa, 2 ottobre 1925 – Milano, 6 aprile 2015) è stato un tiratore a volo italiano naturalizzato venezuelano.

## Biografia
Nato nel 1925 a Bassano del Grappa, in provincia di Vicenza, a 34 anni partecipò, gareggiando per il Venezuela, ai Giochi olimpici di Roma 1960, nella fossa olimpica, non passando il turno di qualificazione, non riuscendo ad accedere alla finale a 36.
Morì nel 2015, a 89 anni.